# 北漂
北漂，是指从中华人民共和国其他地方到北京谋生，却没有北京户口的一类人。因这类人在来京初期少有固定的住所，搬来搬去，给人飘忽不定的感觉，故此得名。城市给他们一份职业和一间出租屋，却不承认他们属于这个城市。在这些人的心理上也是一种漂的状态，缺少一种心灵的安全感和归属感。
该词汇不仅流行于口头，已经被正式出版物使用，如《逍遥游》（李师江著，远方出版社2005年出版）。北京是中華人民共和國首都，是中国大陸的政治中心，也是科学与文化中心。许多外地青年知识分子都希望到北京闯一番人生事业，来到北京寻求各种发展机会。

## 公共事件
2017年11月18日，北京市大兴区西红门镇新建二村的聚福緣公寓发生重大火灾事故，造成19人死亡，8人受伤。火灾发生后，2017年11月20日起，北京市部署开展为期40天的安全隐患大排查大清理大整治专项行动；其中大量流通人群流离失所（多為北漂一族），或居所被停止供应电力和暖气。

## 衍生
北漂一詞在台灣被用以借指台灣中南部的知識份子至臺北謀生。
1965年代開始，许多臺灣青年知识分子都希望到臺北闯一番人生事业，来到臺北寻求各种发展机会。因為臺北是中華民國首都，是臺灣的政治、經濟、文化、教育、醫療、科学、學術研究的領導中心。

## 描寫北漂的文化作品

### 歌曲
- 2015S.H.E 《你曾是少年》，作詞：肖洋
- 2017黃明志、王力宏《漂向北方》(Stranger In The North)，作詞作曲：黃明志

### 電影
- 《北漂魚》
- 《後來的我們》

### 電視劇
- 《北京愛情故事》
- 《我为儿孙当北漂》
- 《北京女子图鉴》

### 書籍

#### 小說
- 《北漂青年》
- 《到爱情为止》